# Herpestes ochraceus
La mangusta giallastra (Herpestes ochraceus J. E. Gray, 1848) è un carnivoro appartenente alla famiglia degli Erpestidi. È diffusa nel Corno d'Africa.

## Descrizione
La specie è simile alla mangusta rossastra, e in passato veniva considerata una sua sottospecie. Come questa è un rappresentante relativamente gracile e minuto della famiglia degli Erpestidi. Ha una lunghezza testa-corpo di 220–290 mm e una coda di 220–270 mm. Il peso, stimato sui 400-700 g, corrisponde all'incirca a quello della mangusta rossastra. La colorazione è molto variabile, e va dal marrone scuro al grigio chiaro. Diversamente dalla mangusta rossastra, non ha la punta della coda nera. La testa, paragonata a quella della mangusta rossastra, è più breve e larga. La formula dentaria è I 3/3 - C 1/1 - P 4/3 - M 2/2 = 38.

## Distribuzione e habitat
La mangusta giallastra è endemica del Corno d'Africa, dove abita le zone asciutte di Somalia ed Etiopia e dell'angolo nord-orientale del Kenya.

## Biologia
La specie è stata finora poco studiata. Tuttavia, le abitudini della mangusta giallastra devono corrispondere in gran parte con quelle della mangusta rossastra. Si suppone che sia prevalentemente diurna.

## Tassonomia
Gli studiosi riconoscono tre sottospecie:
- H. o. ochraceus J. E. Gray, 1848, ampiamente diffusa in Somalia ed Etiopia.
- H. o. fulvidior Thomas, 1904, rinvenuta in Somalia, a Mandeira, a sud di Berbera, nel Somaliland, a 1050 m di quota.
- H. o. perfulvidus Thomas, 1904, rinvenuta in Somalia, a nord-ovest di Gerlogobi, nel Somaliland centrale.

## Conservazione
Sulla sua Lista Rossa, la IUCN classifica la mangusta giallastra come specie «a rischio minimo» (Least Concern). Essa è ampiamente diffusa nel Corno d'Africa ed è probabile che in alcuni luoghi sia abbastanza numerosa. Non sono noti fattori gravi che minaccino la sopravvivenza della specie.